# 唐堯欽 (明朝)
唐堯欽（1531年—1601年），字寅可，號韋軒，福建漳州府長泰縣方成里田中央社（今屬興泰開發區積山村）人。明朝政治人物。

## 生平
隆庆元年（1567年）丁卯科福建鄉試第四十七名舉人。隆慶五年（1571年）登辛未科三甲第四名進士。吏部觀政，授中书舍人，萬曆二年（1574年）养病，丁憂，萬曆十年（1582年）复除原官，六月选授工科給事中，十二年十二月升兵科右，十三年五月与刑部主事王德新担任四川考试官，遷工科左给事中，十五年二月升刑科都给事中，十七年三月升太僕寺少卿，十九年三月升南京太僕寺卿，二十年告病辞官。不畏权贵，敢于直谏。

## 家族
曾祖唐纘緒；祖父唐元剛；父唐汝祥，母余氏。具庆下。